# 恽逸群
恽逸群（1905年1月24日—1978年12月10日），原名钥勋，字长安，当记者后改名逸群，并以翊勋为笔名。著名记者，中共情报工作者。中国建国后历任《解放日报》社长、华东新闻学院院长、华东新闻出版局局长等职，1953年“三反”运动起，迭受开除党籍、判刑、剥夺政治权利等处分。1965年12月假释出狱，被分配到苏北阜宁中学当图书管理员，“文化大革命”期间，受尽摧残，至1976年恢复自由。1978年去世，1980年获得无罪重审。1982年恢复党籍，1984年公安部为其平反。

## 生平

### 早年
1905年1月24日(光绪三十年夏历十二月十九日)，生于江苏武进县马杭上店。父親惲毓思，於安徽任官縣丞。四岁时父亲去世，由母亲抚养。
1921年考入上海大同大學數理專修科求學。中途辍学。1923年入无锡电话公司当练习生。1925年五卅事件后，参加国民党，先后任国民党武进区、县党部常委。后接触马列主义，1926年由乔心全介绍加入中共。
1927年“四·一二事件”之后被捕入狱，因证据不足释放。出狱后担任中共武进、宜进县委书记，
1930年担任浙江萧山县委书记、浙北特委秘书长，后来浙北特委被撤销，转到江苏灌云响水中学任教。在浙江时，曾任浙江省立湘湖村乡村师范学校(陶行知创办)担任教师。后建立浙江省第一个中共地下党支部。

### 记者身份
1932年8月恽逸群进入上海新闻界，在新声通讯社当记者，此时已经失去和党组联系。为躲避追捕，改名逸群。
1934年5月5日，《申报》已故翻译秦理斋的夫人母子四人全部服毒自杀。恽逸群发表连续报道，引起社会关注。同时，恽逸群与中共党组恢复联系，并加入地下情报系统。
1935年8月，恽逸群进入成舍我等在上海创办的《立报》。
1936年，恽逸群受邹韬奋邀请，前往香港协办《生活日报》及《生活日报周刊》。后来回到上海，担任《立报》主笔。
1937年10月，恽逸群与范长江发起，二十四人署名在汉口成立“中国青年新闻记者学会”。(恽生前回忆，提供了16个人的姓名：恽逸群、范长江、邵宗汉、夏衍、石西民、陆诒、刘祖澄、袁殊、杨潮、朱明、戴湘云、陈宪章、章丹枫、孟秋江、萧芳、金摩云)

### 情报生涯
1937年上海沦陷后，他奉命转到地下党以外商名义在租界出版的《导报》、《译报》，活跃在孤岛新闻界。1938年在《导报》上发表《异哉汪精卫之言》一文，质疑汪的言论行为，一月之后，汪精卫公开发表艳电，新闻业界哗然。
1939年《导报》、《译报》被捣毁，被迫出走香港，负责国新社香港分社的工作。
1942年太平洋战争爆发后，恽逸群受中共地下党之命回到上海，“投降”做了“汉奸”。后进入日本特务机关“岩井公馆”，身份是上海编译社社长。
1944年10月，被日本宪兵队以共产党嫌疑罪逮捕，但在狱中未露实情，1945年6月30日获释。抗战胜利后，戴笠曾下令以汉奸罪逮捕他。

### 宣传仕途
1945年11月到1949年5月近4年的时间内，他主持《新华日报》华中版、《大众日报》和《新民主报》工作，先后担任《新华日报》华中版的编委，新华社华东分社的社长，新华社山东总分社副社长，济南分社社长，大众日报的副社长、总编辑，济南市委机关报《新民主报》的社长兼总编辑。他的《新闻学讲话》成为那时共产党指导新闻工作的重要教科书之一，他对资产阶级新闻自由的否定，他所大力张扬的“新闻政治性”都完全符合党的要求。1949年5月27日，受到上海軍委管制委員會的委任，以駐《申報》軍事特派員的身份對《申報》實施軍事管理。《解放日报》在28日創刊，10月社長范長江調往北京，惲接任社長職務。此時他也兼任新華社華東分社社長和華東新聞出版局局長。
1948年，应《新华文摘》之约写下《三十年见闻杂记》，1949年在山东出版社印行，各地广泛翻印。(后来的《蒋党真相》)

### 蒙冤入狱
1951年9月3日，《解放日報》漏登史達林致毛澤東的賀電；19日，惲逸群向中共華東局做了檢討並自請處分；10月，轉至華東局宣傳部工作，张春桥接任《解放日报》社长一職。1952年2月，“三反”中他因為給吳伴農借錢投資礦山無法回收資金，於是成為打擊的對象。這件事和他跟饒漱石的過節有關。1953年3月，国家出版总署负责人胡愈之、陈克寒出面将他调任北京新华辞书社副社长，并甄别错案，同时和叶圣陶一起组织编纂了第一本《新华字典》。1955年5月，他又受潘汉年，楊帆案牵连，他以汉奸、叛徒罪被捕，被单独关押，隔绝外界联系，受侦讯一年，尽管查无“叛徒、汉奸”实据，仍继续关押在监狱。
1965年11月最高人民法院秘密判处其有期徒刑11年，剥夺政治权利3年，不得上诉。至此，恽逸群已经被关押近11年。12月8日，被假释出京，并不允许他对别人谈论被捕经过和判决内容，判决书也被收走。
1965年12月，恽逸群被发配至苏北阜宁中学管理图书。月给生活费37元，无职级。文革期间历经磨难，子女与其断绝关系。

### 晚年及身后平反
1973年8月，他在写给老朋友胡愈之的信中，为十八年来的变故而感慨，为金仲华、范长江、孟秋江等的自杀而愕然。虽然他自己的遭遇非笔墨所能形容，但他却庆幸自己“既未抑郁萎顿而毕命，亦非神经错乱而发狂。”他说自己平生以“不为物移，不为己扰”自律，经过二十年检验，没有背弃这一承诺。1976年“文革”结束后，恽逸群进京申冤，但是无人闻问。1978年，恽再次进京，见到胡耀邦，胡表示一定为其平反。中组部根据他的本人意愿，在9月南京安排至中国第二历史档案馆工作。
1978年12月10日晚9时，恽逸群病逝于南京中医院。后遗体于清凉山火化。
1980年4月14日、15日最高人民法院、公安部先后撤销1965年判决书，宣布其无罪。1982年上海方面撤销1952年对恽逸群开除党籍的处分决定，恢复其党籍。1984年4月公安部宣布为其平反。

## 著作
- 《恽逸群文集》，江苏省社会科学院编，江苏人民出版社1986年版。
- 《恽逸群时政评论选》，新华出版社，1986年，北京。
- 《新闻学讲话》由1946年2月上旬在华中新闻专科学校的讲课稿整理而成。
- 《三十年见闻杂记》(《蒋党真相》)1949年3月在山东出版社初印行，金陵书画社于1983年再次出版。
- 《外蒙问题考察》
- 《抗战国际知识》
- 《吴佩孚评传》
- 《中国内幕闻录》